# Голова быка (теория графов)
Голова быка — планарный неориентированный граф с 5 вершинами и 5 рёбрами в форме треугольника с двумя непересекающимися висячими рёбрами.
Хроматическое число графа равно 3, хроматический индекс равен 3, радиус 2, диаметр 3 и обхват 3. Граф является блоковым, расщепляемым, интервальным графом без клешней,  вершинно 1-связным и рёберно 1-связным.

## Графы, свободные от голов быка
Граф свободен от голов быка, если голова не содержится в качестве порождённого подграфа. Графы без треугольников свободны от голов быка, поскольку каждая голова содержит треугольник. Сильная гипотеза о совершенных графах была доказана для графов без голов быка задолго до доказательства для графов общего вида и известен алгоритм распознавания совершенных графов без голов быка с полиномиальным временем работы.
Мария Чудновская и Самуэль Сафра изучали графы без голов быка в более общем виде и показали, что любой такой граф должен иметь либо большую клику, либо большое независимое множество (то есть гипотеза Эрдёша — Хайналя выполняется для графов-голов быка) и развили общую теорию структуры таких графов.

## Хроматический и характеристический многочлены

Три графа с хроматическим многочленом.

Хроматический многочлен головы быка равен {\displaystyle (x-2)(x-1)^{3}x}. Два других графа хроматически эквивалентны голове быка.
Характеристический многочлен графа равен {\displaystyle -x(x^{2}-x-3)(x^{2}+x-1)}.
Многочлен Татта графа равен {\displaystyle x^{4}+x^{3}+x^{2}y}.